# Mirití-Paraná

Localização de Mirití-Paraná, no departamento de Amazonas

Mirití-Paraná é uma cidade e município da Colômbia, no departamento de Amazonas. Localiza-se a 100 metros acima do nível do mar.